# Louis Müller
Carl Hermann Louis Müller, född 19 februari 1832 i Berlin, död 17 december 1889 i Tyska S:ta Gertruds församling, Stockholm, var en svensk flöjtist.

## Biografi
Louis Müller föddes 19 februari 1832 i Berlin. Hans far arbetade som kirurg. Han blev 8 september 1857 anställd som flöjtist vid Kungliga Hovkapellet i Stockholm. Müller gifte sig 1864 med Emma Christina Fahlström.